# Коливанська сільська рада (Павловський район)
Колива́нська сільська рада (рос. Колыванский сельский совет) — сільське поселення у складі Павловського району Алтайського краю Росії.
Адміністративний центр — село Коливанське.

## Населення
Населення — 1822 особи (2019; 1958 в 2010, 2190 у 2002).

## Склад
До складу сільської ради входять:
| Населений пункт    | Населення, осіб (2002) | Населення, осіб (2010) |
| ------------------ | ---------------------- | ---------------------- |
| Арбузовка, село    | 311                    | 290                    |
| Коливанське, село  | 1622                   | 1430                   |
| Молодіжний, селище | 257                    | 238                    |